# Центр крови имени О. К. Гаврилова
Центр крови имени О. К. Гаврилова ДЗМ — медицинское учреждение, специализирующееся на переливании крови и её компонентов (ранее — ГБУЗ Станция переливания крови Департамента здравоохранения г. Москвы).

## История
С начала 40-х годов XX века Станция переливания крови Департамента здравоохранения города Москвы находилась в составе Городской клинической больницы им. С. П. Боткина на правах отделения по переливанию крови. 1 июля 1952 года Решением исполкома Моссовета от 14 июня 1952 года за № 40/37 приказом по Мосгорздравотделу отделение было исключено из состава Боткинской больницы и превратилось в независимое учреждение, подконтрольное Горздравотделу — Станция переливания крови города Москвы.
Во второй половине 50-х годов были открыты лаборатория стандартных антисывороток системы АВО и резус-лаборатория, производящая анти-сыворотку для идентификации резус-принадлежности крови; набирает оборотов практика заготовки крови вне станции на предприятиях и в учреждениях с привлечением специальных выездных команд медиков. Станция производила лишь консервированную кровь и её компоненты: эритроцитную массу, эритроцитную взвесь, лейкоцитарную, тромбоцитарную массу и сухую плазму.
В 60-х годах начался выпуск белкового препарата крови аминокровина, нужного для парентерального питания, и фибриногена.
В 1970—80-х годах был построен и сдан в эксплуатацию производственный корпус для фракционирования плазмы, начал использоваться метод долгосрочного хранения замороженных эритроцитов (-196°С) и открыт криобанк. Станция стала снабжать аптеки Москвы новыми медицинскими препараты: альбумин, иммуноглобулины, тромбин, фибринная плёнка. Были произведены иммуноглобулины направленного действия — антистафилококковый и антирезус. Открыты лаборатория госконтроля качества препаратов крови и банк фенотипированных эритроцитов по системе АВО, резус- и Kell- системам. В 1987 году открыт производственный комплекс станции в районе Царицыно, Москва.
После распада СССР открыта новая технологическая линия аппаратного плазмафереза с предполагаемым максимальным объёмом заготовки 10000 л плазмы в год, начал использоваться аппаратный метод изъятия лечебных доз тромбоконцентрата у одного донора.
Для предотвращения заражения инфекционными заболеваниями с донорской плазмой на станции в 2001 году было открыто специальное отделение карантинизации плазмы (ныне — отделение карантинизации и выбраковки крови). При помощи разработки новых технологических линий одновременно может храниться до 30 тонн плазмы крови.
Приказом номер 317 от 28.04.2017 Департамента здравоохранения города Москвы, Станция переливания крови ДЗМ была переименована в Центр крови имени О. К. Гаврилова ДЗМ.